# Arul Putih
Arul Putih is een bestuurslaag in het regentschap Aceh Tengah van de provincie Atjeh, Indonesië. Arul Putih telt 606 inwoners (volkstelling 2010).